# Mausolée de Laurent-Désiré Kabila
Le mausolée de Laurent-Désiré Kabila, est un monument situé à Kinshasa, devant le palais de la Nation, en république démocratique du Congo. Le monument est composé d'une sépulture et d'une statue géante de Kabila.

## Historique
En son sein repose Laurent-Désiré Kabila, engagé à partir des années 1960 contre le régime de Mobutu. Il parvient finalement à renverser ce dernier en 1997, lors de la première guerre du Congo avec le soutien rwandais et ougandais en tant que chef de l'Alliance des forces démocratiques pour la libération du Congo (AFDL). Un an après sa prise du pouvoir, il doit faire face à la deuxième guerre du Congo lorsqu'il ordonne l'expulsion de toutes les troupes étrangères du pays et ses anciens alliés rwandais et ougandais soutiennent alors plusieurs groupes rebelles contre son gouvernement dont le Rassemblement congolais pour la démocratie (RCD) et le Mouvement de libération du Congo (MLC). Au cours de la guerre, il est assassiné par l'un de ses gardes du corps, Rashidi Mizele. Son fils, Joseph Kabila, lui succède et édifie ce mausolée et une statue géante en l'honneur de son défunt père.

## Galerie

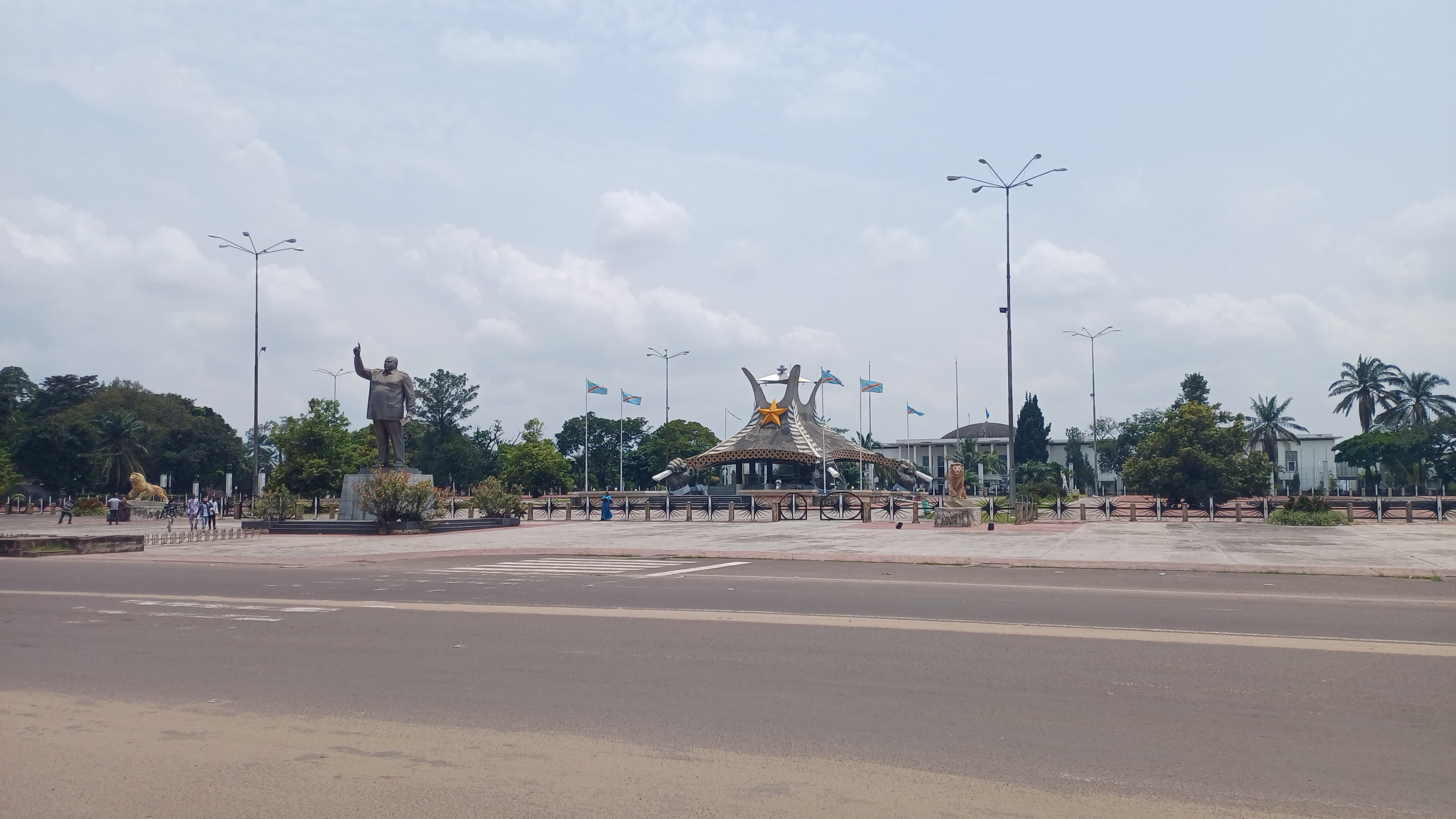
Statue et Mausolée de Kabila avec en arrière-plan le palais de la Nation.
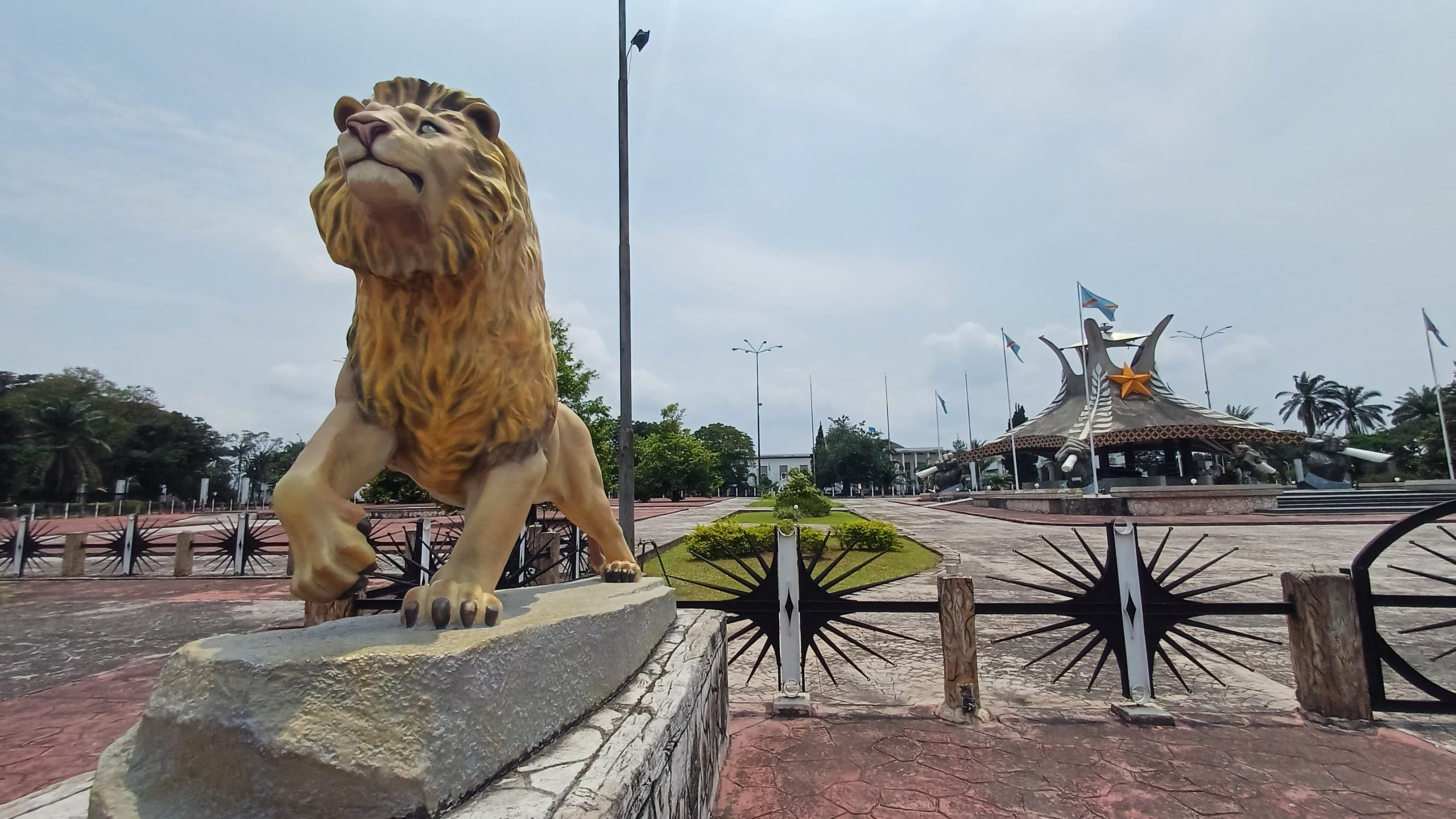
Un lion sculpté devant le mausolée.
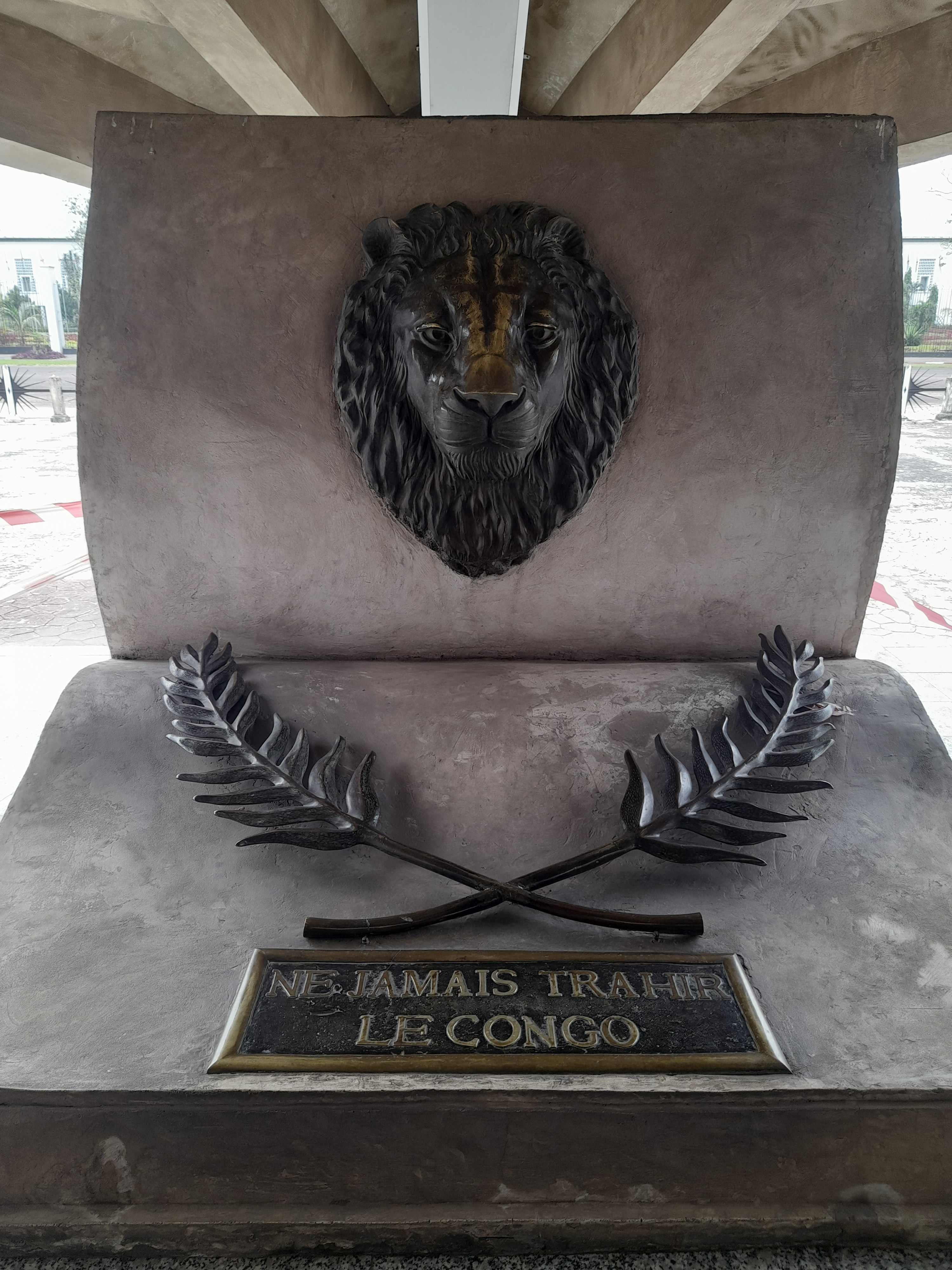
Ancienne armoiries de la RDC ainsi que de la devise Ne jamais trahir le Congo à l'intérieur du mausolée.
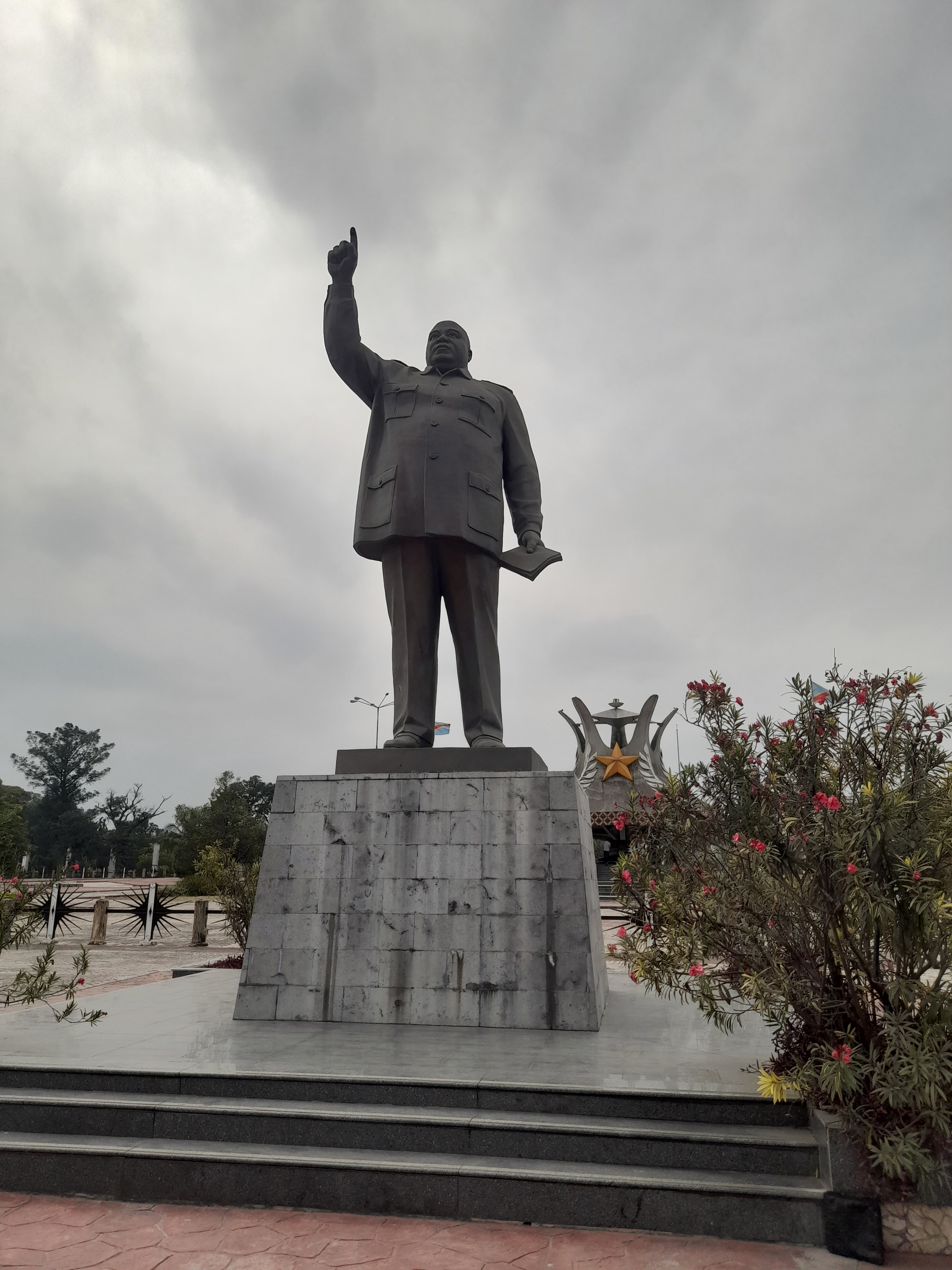
Statue de Laurent-Désiré Kabila devant son mausolée.